# Kathryn Hunter
Kathryn Hunter, född Aikaterini Hadjipateras 9 april 1957 i New York i USA, är en brittisk skådespelerska som har medverkat i flera brittiska tv-serier. Hon är kanske främst känd för att ha medverkat i dramat All or Nothing, med Timothy Spall.
Hunter spelade Harry Potters granne, Arabella Figg, i den femte filmen baserad på böckerna, Harry Potter och Fenixorden.
Kathryn Hunter är medlem i Royal Academy of Dramatic Art i London.

## Filmografi
- 1992 – Maria's Child
- 1992 – Orlando
- 1993 – Barnet från Mâcon
- 1994 – Grushko
- 1992 – Simon Magus
- 2001 – Silent Witness (TV-serie)
- 2001 – NCS: Manhunt
- 2002 – All or Nothing
- 2005 – Rome (TV-serie)
- 2007 – Harry Potter och Fenixorden
- 2022 – Andor (TV-serie)
- 2024 – Black Doves (TV-serie)
- 2025 – Hedda

## Priser
- 1991 - Laurence Olivier Theatre Award som bästa skådespelerska för hennes medverkan i The Visit på Royal National Theatre.